# Рэйми, Тед
Теодор Рэйми (англ. Theodore Raimi, также известен как Тед Рэйми (Ted Raimi); род. 14 декабря 1965, Детройт, Мичиган) — американский актёр. Наиболее известен по ролям в работах своего брата Сэма Рэйми — фильмах «Зловещие мертвецы» и «Человек-паук», и также в сериале «Зена — королева воинов».

## Биография
Рэйми родился в семье Леонарда Рональда Рэйми, владельца мебельного магазина, и Сели Барбары (Абрамс) Рэйми, владелицы сети магазинов нижнего белья. Их предки были венгерскими и российскими евреями.
Рэйми окончил университет в Мичигане, Нью-Йорке, а затем университет Детройта. Он начал свою актёрскую карьеру, снимаясь в ранних фильмах своего брата Сэма Рэйми. Его старший брат, Айван Рэйми, — врач, но также занят в киноиндустрии, иногда пишет сценарии для фильмов Сэма.
Карьера Рэйми в кино в основном включает в себя фильмы его брата: «Зловещие мертвецы», «Зловещие мертвецы 2», «Армия тьмы», «Человек тьмы», «Человек-паук», а также работы в таких сериалах как «Рожденные вчера» и «Стюарт спасает свою семью». Известность Рэйми принесла роль лейтенанта Тима О’Нила в сериале «seaQuest DSV», (позднее — «seaQuest 2032») и роль Джоксера, воина-неумехи, в сериалах «Зена — королева воинов» и «Удивительные странствия Геракла». Он также озвучивал героя Invader Skoodge в мультипликационном сериале «Invader Zim». Рэйми снимался также в эпизодических ролях. Например, он появлялся в сериалах «Легенда об Искателе» (в роли продавца магических карт), «Сверхъестественное» (в роли парня загадавшего желание), «Твин Пикс» (в роли парня в одежде рокера, которого убивает Уиндом Эрл) и фильме «Клёвые девочки» (в роли испуганного зрителя).

## Избранная фильмография
| Год       |    | Русское название                 | Оригинальное название             | Роль                      |
| --------- | -- | -------------------------------- | --------------------------------- | ------------------------- |
| 1981      | ф  | Зловещие мертвецы                | The Evil Dead                     | Фэйк Шемп                 |
| 1987      | ф  | Зловещие мертвецы 2              | Evil Dead II                      | одержимая Генриетта       |
| 1990      | ф  | Человек тьмы                     | Darkman                           | Скип                      |
| 1991      | с  | Твин Пикс                        | Twin Peaks                        | юноша тяжёлого металла    |
| 1992      | ф  | Игры патриотов                   | Patriot Games                     | техник ЦРУ                |
| 1992      | ф  | Армия тьмы                       | Army of Darkness                  | Энтони                    |
| 1993      | ф  | Рожденные вчера                  | Born Yesterday                    | помощник Синтии           |
| 1993      | ф  | Трудная мишень                   | Hard Target                       | прохожий на улице         |
| 1993      | ф  | Живодер                          | Skinner                           | Деннис Скиннер            |
| 1993—1996 | с  | Подводная одиссея                | seaQuest DSV                      | лейтенант Тим О’Нил       |
| 1993      | ф  | Клёвые девчонки                  | Bikini Squad                      | испуганный зритель        |
| 1994      | ф  | Прямая и явная угроза            | Clear and Present Danger          | специалист в центре связи |
| 1995      | ф  | Стюарт спасает свою семью        | Stuart Saves His Family           | Хэл                       |
| 1996—2001 | с  | Зена — королева воинов           | Xena: Warrior Princess            | Джоксер                   |
| 1997—1998 | с  | Удивительные странствия Геракла  | Hercules: The Legendary Journeys  | Джоксер, Алекс Куртцман   |
| 2001—2006 | мс | Захватчик Зим                    | Invader Zim                       | Скудж                     |
| 2002      | ф  | Человек-паук                     | Spider-Man                        | Хоффман                   |
| 2004      | ф  | Человек-паук 2                   | Spider-Man 2                      | Хоффман                   |
| 2004      | ф  | Иллюзия                          | Illusion                          | Ян                        |
| 2004      | ф  | Проклятие                        | The Grudge                        | Алекс Джонс               |
| 2005      | ф  | Человек с кричащим мозгом        | Man with the Screaming Brain      | Павел                     |
| 2005      | ф  | Фризерберн                       | Freezerburn                       | специальный агент Джонсон |
| 2006      | ф  | Каламазу?                        | Kalamazoo?                        | Ангел                     |
| 2006      | ф  | Большие надежды                  | High Hopes                        | специальный агент Браун   |
| 2007      | ф  | Человек-паук 3: Враг в отражении | Spider-Man 3                      | Хоффман                   |
| 2007      | ф  | Меня зовут Брюс                  | My Name Is Bruce                  | Виллс Тодднер             |
| 2007      | ф  | Кризис тысячелетия               | Millennium Crisis                 | Август                    |
| 2007      | ф  | Опустевший город                 | Reign Over Me                     | Питер Саравино            |
| 2008      | ф  | Алмазы и оружие                  | Diamonds and Guns                 | Арендодатель              |
| 2008      | ф  | Полуночный экспресс              | The Midnight Meat Train           | Рэндл Купер               |
| 2008      | с  | Сверхъестественное               | Supernatural                      | Уэсли Мондейл             |
| 2009      | ф  | Затащи меня в ад                 | Drag Me to Hell                   | врач                      |
| 2009      | ф  | Ангел смерти                     | Angel of Death                    | Нортон                    |
| 2010      | с  | Легенда об Искателе              | Legend of the Seeker              | Себастьян                 |
| 2012      | ф  | Атака 50-футовой чирлидерши      | Attack of the 50 Foot Cheerleader | доктор Хиггс              |
| 2015—2018 | с  | Эш против зловещих мертвецов     | Ash vs. Evil Dead                 | Чет Камински              |
| 2014      | ф  | Убийство кота                    | Murder of a Cat                   | молодой шериф             |
| 2017      | ф  | Восход тьмы                      | Darkness Rising                   | папа                      |
| 2017      | с  | Убийственный винил               | Deadwax                           | Ян Уллман                 |

### Компьютерные игры
- 2022 — The Quarry — Трэвис Хэкетт